# Sant Martí d'Empúries
|  | Per a altres significats, vegeu «església de Sant Martí d'Empúries». |

Sant Martí d'Empúries és una entitat de població del municipi de l'Escala. Se situa al costat de les ruïnes d'Empúries o Empòrion. És de caràcter medieval, i als segles ix, x i xi va ser la capital del Comtat d'Empúries fins que el 1078 es va traslladar a Castelló d'Empúries, lloc menys exposat als atacs. El conjunt històric està declarat bé cultural d'interès nacional.

## Conjunt històric

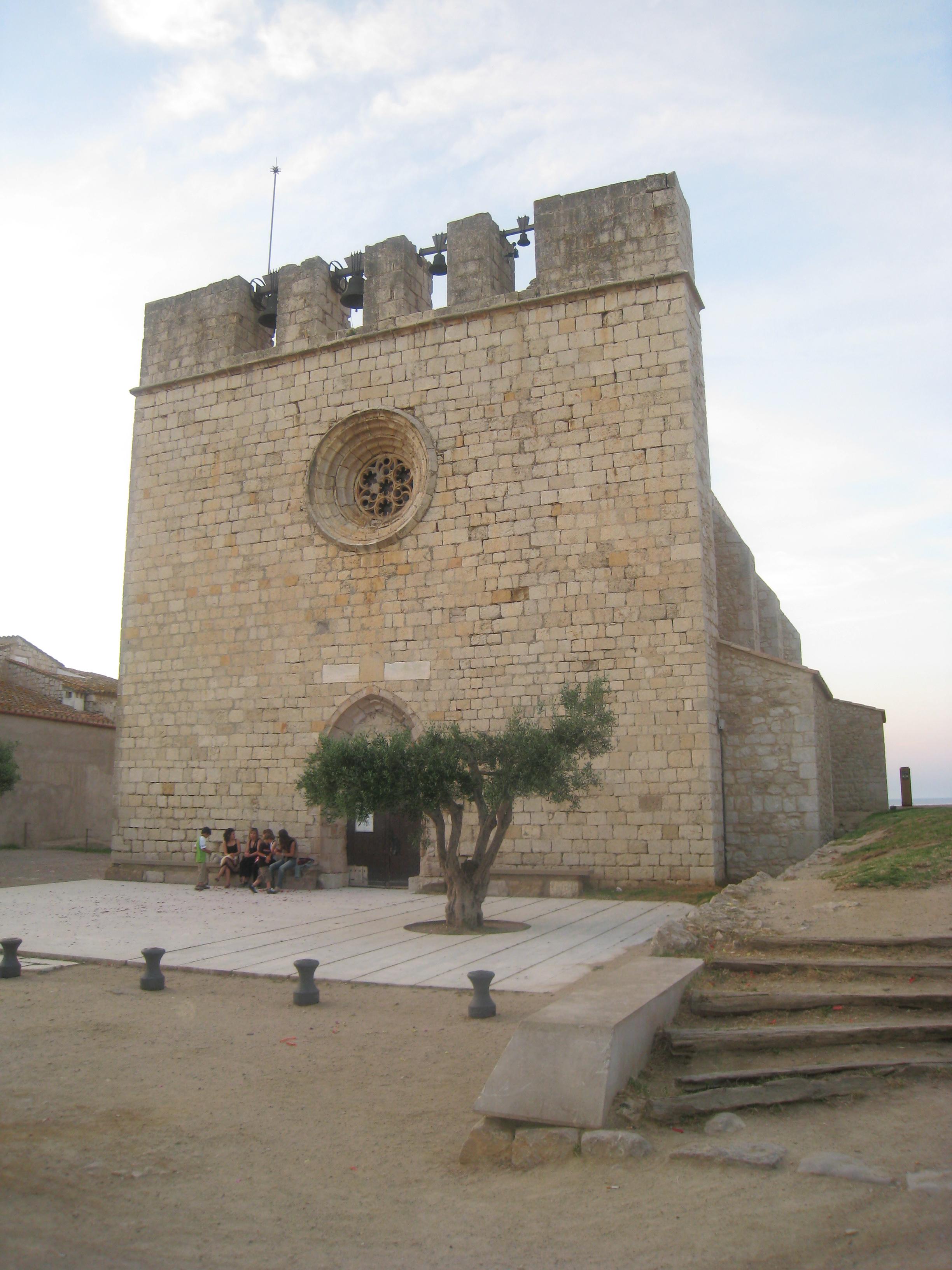
Església de Sant Martí d'Empúries

L'entramat urbà actual està determinat per l'antiga ciutadella emmurallada, de planta poligonal. Les muralles es conserven en alguns trams importants i, probablement, segueixen amb més o menys exactitud el traçat dels murs d'època romana. Presideix la població l'església de Sant Martí, construïda a partir del 1507. Està situada al centre de la plaça Major, entre l'antic cementiri i l'edifici del Forestal, construït a finals del segle xix, d'estil modernista. El nucli urbà està format per un entramat de carrers irregularment distribuïts a partir de la plaça Major. Els edificis mantenen la tipologia rural original consistent en construccions de pedra, amb cobertes de teula i obertures emmarcades amb carreus desbastats i llindes gravades. Són construccions populars construïdes amb pedra calcària, procedent en bona part, dels edificis de l'Antiguitat. La majoria han estat restaurades per adaptar-les a la funció de segona residència o allotjament turístic, conservant els seus trets originaris. En l'actualitat, la població encara es manté dintre dels límits del recinte murallat, tot i que l'allau turística iniciat a partir dels anys 50 va provocar que s'aixequessin diverses construccions fora de les muralles.

## Història
El turó, inicialment un illot, on s'assenta el poble de Sant Martí d'Empúries correspon a l'indret de la primera factoria grega d'Empòrion, coneguda després com a Paleàpolis, establerta pels foceus procedents de Massàlia (Marsella) cap al 600 aC. Un nou assentament grec de la Neàpolis, cap al 550 aC i, posteriorment, un de romà a partir del 218 aC, desplaçaren cap al sud el centre neuràlgic del comerç transmarí fins a mitjan segle i aC, en què la Paleàpolis tornarà a ser el centre principal de la ciutat, funció que conservarà durant l'època baix-imperial i tardo-romana.
El 516 dC es documenta l'existència del bisbat d'Empúries, que devia perdurar fins a la invasió sarraïna i que probablement era a l'indret de Sant Martí. Amb l'estructuració del territori posterior a Carlemany, Empúries serà la capital del comtat d'Empúries, el primer comte del qual, Ermenguer, a inicis del segle ix recomençà una sòlida política marinera que perdurarà almenys fins al 935, en què es documenta el fallit atac d'Abd-al-Màlik contra Empúries en època del comte Gausfred I. El 926, Gausbert reconstrueix i millora l'església antiga, que estava en ruïnes. El nou edifici tenia tres altars, fet que fa pensar en una capçalera triabsidal i, per tant, en un temple monumental encara preromànic.
En una data que se situa entre Gausfred (931-991), fill de Gausbert, i Hug II (1078-1116) té lloc el trasllat de la capital del comtat a Castelló, segurament davant de la inseguretat del lloc de Sant Martí. El 1154, Sant Martí d'Empúries rep per última vegada la qualificació de ciutat; en endavant, se l'esmentarà com a castell i vila d'Empúries. El 1248 es va fer -o refer- la volta, la teulada, el paviment i el campanar de l'església, que segurament encara era la preromànica.
El 1285, a la fi de la croada contra el rei Pere el Gran, el lloc de Sant Martí d'Empúries fou destruït. Les restes de les muralles medievals i del castell d'Empúries són del segle xiii. També en aquesta època fou edificada una nova església, substituïda al començament del segle xvi (1507) per l'actual, gòtica i fortificada. El castell fou incendiat el 1285 per les forces franceses de l'almirall Guillem de Lodeva. Durant la guerra contra Joan II fou pres per les forces de la reina i l'infant Ferran el 1467 i confiat a Pere de Torroella, l'escriptor i militar, que l'abril de 1468 s'hagué de rendir al duc de Lorena després d'uns quants mesos de setge. Acabada la guerra, Pere de Torroella tingué drets sobre la població i refeu les muralles.
El 1640, a la Guerra dels Segadors, possiblement la vila fou presa per les tropes castellanes de Felip IV, i és provat que el 1675 fou assaltada per les tropes franceses del mariscal Schömberg.
A partir del segle xv es formà el nucli de l'Escala, i les seves condicions més favorables com a port feren que al segle xviii suplantés Sant Martí com a cap del municipi. La població anà minvant i moltes cases s'enderrocaren, fins que, modernament, a partir sobretot de la dècada del 1950 i en part gràcies al boom turístic, el vell nucli ha estat refet, moltes cases han estat restaurades i habilitades com a llocs de segona residència i s'ha creat també una urbanització de torres i xalets extramurs.

## Llocs d'interès
A l'interior de la Muralla
- Església de Sant Martí d'Empúries
- Castell d'Empúries
- Muralles medievals
- Casa del Servei Forestal
- Jardí Víctor Català

A l'exterior de la Muralla
- Ruïnes d'Empúries
- Hostal Empúries
- Santa Margarida d'Empúries